# Dyrup
Dyrup – duńskie przedsiębiorstwo, producent środków chemicznych.
Firma S. Dyrup & Co A/S została założona w 1928 przez Sigurda Dyrupa. Obrót Dyrupa w 2007 roku to 1,696 miliardów dolarów. Firma zatrudnia ok. 1000 pracowników. Na polskim rynku rozprowadzane są produkty sygnowane markami Gori oraz Bondex. Firma produkuje różnego rodzaju farby: emulsyjne, olejne, akrylowe; środki do impregnacji drewna oraz lakiery. 
5 stycznia 2012 międzynarodowy koncern PPG przejął markę Dyrup.